# لشکر نهم پیاده‌نظام (ورماخت)
لشکر نهم پیاده‌نظام (به آلمانی: 9. Infanterie-Division) یکی لشکرهای پیاده‌نظام نیروی زمینی آلمان در دوره رایش سوم بود که در جنگ جهانی دوم به عملیات پرداخت.

## تشکیل
لشکر نهم پیاده‌نظام سال ۱۹۳۵ در منطقه نظامی شماره ۹ در گیسن و با نیروهایی از اهالی هسن و ناسائو تشکیل شد.

## سازمان
- یگان‌های بسیج‌شده لشکر در موج نخست در ۲۶ اوت سال ۱۹۳۹[۲]:
  - هنگ ۳۶ پیاده‌نظام
  - هنگ ۵۷ پیاده‌نظام
  - هنگ ۱۱۶ پیاده‌نظام
  - هنگ ۹ توپخانه
  - گردان ۱ هنگ ۴۵ توپخانه
  - یگان‌های ۹ پشتیبانی لشکر
- سازمان لشکر در ۲ مه سال ۱۹۴۱[۳]:

| - - یگان ۹ نقشه‌برداری موتوریزه - هنگ ۳۶ پیاده‌نظام: - ۱ دسته مخابرات - ۱ دسته مهندسی - ۳ گردان پیاده‌نظام - هر یک: - ۳ گروهان پیاده‌نظام - ۱ گروهان مسلسل - ۱ گروهان توپ پیاده‌نظام - ۱ گروهان ضدتانک موتوریزه - ۱ دسته شناسایی سواره - هنگ ۵۷ پیاده‌نظام: - همانند هنگ ۳۶ پیاده‌نظام - هنگ ۱۱۶ پیاده‌نظام: - همانند هنگ ۳۶ پیاده‌نظام | - - هنگ ۹ توپخانه: - ۱ دسته مخابرات - ۱ یگان آب‌وهوا - ۳ گردان توپخانه سبک - هر یک: - ستاد گردان توپخانه - ۱ دسته مخابرات - ۳ آتشبار سبک - گردان ۱ هنگ ۴۵ توپخانه: - ستاد گردان توپخانه - ۱ دسته مخابرات - ۱ دسته کالیبره‌سازی - ۳ آتشبار سنگین | - - گردان ۹ شناسایی: - ۱ دسته مخابرات بخشی‌موتوریزه - ۱ گروهان دوچرخه‌سوار - ۱ گروهان سواره - ۱ گروهان سنگین شناسایی موتوریزه: - ۱ گروه توپ پیاده‌نظام - ۱ گروه خودروی زرهی - ۱ دسته ضدتانک | - - گردان ۹ ضدتانک: - ۱ دسته مخابرات موتوریزه - ۳ گروهان ضد تانک موتوریزه - گردان ۹ جایگزینی - گردان ۹ مهندسی بخشی‌موتوریزه: - ۱ گروهان مهندسی موتوریزه - ۲ گروهان مهندسی - ۱ ستون مهندسی موتوریزه - گردان ۹ مخابرات بخشی‌موتوریزه: - ۱ گروهان تلفن بخشی‌موتریزه - ۱ گروهان رادیو موتوریزه - ۱ ستون مخابرات موتوریزه | - - نیروهای تدارکاتی لشکر: - ۳ ستون سبک تدارکات موتوریزه - ۶ ستون سبک تدارکات - ۳ ستون سبک سوخت موتوریزه - گروهان تعمیرات موتوریزه - گروهان تدارکات موتوریزه - امور اداری لشکر - نانوایی صحرایی موتوریزه - گروهان قصابی موتوریزه - گردان بهداری - گردان بهداری موتوریزه - بیمارستان صحرایی موتوریزه - ۲ گروهان آمبولانس - گروهان دامپزشکی - یگان پلیس نظامی موتوریزه - دفتر پست صحرایی موتوریزه |

ماه ژانویه سال ۱۹۴۰ گردان ۹ جایگزینی با جدا شدن از لشکر، هنگ ۳۷۸ پیاده‌نظام از لشکر صد و شصت و نهم پیاده‌نظام در موج هفتم بسیج را ایجاد کرد. ماه بعد گردان ۲ هنگ ۳۶ پیاده‌نظام لشکر به هنگ ۵۲۸ پیاده‌نظام از لشکر دویست و نود و نهم پیاده‌نظام در موج هشتم بسیج ملحق شد. ماه اکتبر یک سوم از نیروهای لشکر به لشکر صد و بیست و نهم پیاده‌نظام از موج یازدهم بسیج منتقل گردید و یگان‌های آن مجدداً تشکیل شد.
روز ۱۹ مه سال ۱۹۴۲ گردان ۱ هنگ ۴۵ توپخانه به گردان ۴ هنگ ۹ توپخانه تغییر نام داد. روز ۲۳ اکتبر سال ۱۹۴۳ لشکر به «نوع ۴۴» تبدیل شد. گردان سوم تمامی هنگ‌ها منحل و گردان ۹ فوسیلیر تشکیل گشت. یگان ۱۰ فاصله‌یابی صوتی به لشکر ملحق گردید. یک گروهان دوچرخه‌سوار به یکی از هنگ‌ها اضافه شد. در این باز سازماندهی هنگ توپخانه لشکر دو گردان توپ پیاده‌نظام سبک و دو آتشبار اضافه راکت‌انداز نیبل‌ورفر داشت. روز ۸ دسامبر سال ۱۹۴۳ گروهان ۳ گردان ضد تانک از لشکر جدا شد تا گردان مستقل ۷۲۱ ضدتانک را تشکیل دهد.

## تاریخچه عملیاتی
لشکر نهم پیاده‌نظام پس از بسیج به جبهه زارلاند فرستاده شد و در حین نبرد لهستان از جناح غربی آلمان محافظت می‌کرد. این لشکر در جریان نبرد فرانسه بخشی از گروه زرهی کلایست بود. لشکر نهم پیاده‌نظام ماه ژوئیه سال ۱۹۴۱ به جبهه شرقی فرستاده شد و سه سال آینده را قسمت جنوبی آن گذراند. این لشکر در نبردهای نواحی کی‌یف، دونتس، قفقاز، کوبان، دنیپر سفلی مشارکت داشت.
لشکر نهم پیاده‌نظام ماه اوت سال ۱۹۴۴ منهدم و روز ۹ اکتبر رسماً منحل شد. این لکشر روز ۱۴ اکتبر با عنوان لشکر نهم فولکس‌گرندیر در اسبرگ در دانمارک از لشکر سایه دِنِویتْس (۵۸۴ام) در موج سی‌ودوم باز تشکیل شد.
لشکر در ناحیه آیفل در غرب آلمان جنگ را به پایان رساند و نیروهای آن به اسارت قوای آمریکایی درآمدند.

## کتابشناسی
- Mitcham, Samuel (1985). Hitler's Legion: The German Army Oder Of Battle, World War II. Stein And Day. ISBN 0-8128-2992-1.
- Nafziger, George (2000). The German Order of Battle: Infantry In World War II. STACKPOLE BOOKS. ISBN 1-85367-393-5.